# Chrīstos Ardizoglou
Chrīstos Ardizoglou (in greco: Χρήστος Αρδίζογλου; Gerusalemme, 25 marzo 1953) è un ex calciatore greco di origine albanese (arvanita), di ruolo centrocampista.

## Carriera
Giocò per la maggior parte della carriera nell'AEK Atene, con cui vinse 2 campionati greci (1978, 1979) e 2 Coppe di Grecia (1978, 1983), raggiungendo inoltre le semifinali di Coppa UEFA nel 1977. È stato uno dei più forti ed estrosi calciatori dell'intero panorama calcistico ellenico.

## Palmarès

### Club

#### Competizioni nazionali
- Football League: 1

Apollon Smyrnis: 1972-1973
- Campionato greco: 2

AEK Atene: 1977-1978, 1978-1979
- Coppa di Grecia: 2

AEK Atene: 1977-1978, 1982-1983